# Juan Pedro Arnal
Pour les articles homonymes, voir Arnal.
Juan Pedro Arnal est un architecte et artiste espagnol né à Madrid le 19 novembre 1735, et mort dans la même ville le 14 mars 1805.

## Biographie
Juan Pedro Arnal est le fils de Juan Enrique Arnal, orfèvre royal de Philippe V et Ferdinand VI, originaire de Perpignan, et de Margarita Gerónima Ardei, originaire de Castelnaudary.
Il a d'abord été formé dans l'atelier de son père, puis son père l'a envoyé à l'Académie royale de peinture, sculpture et architecture de Toulouse où il a étudié l'architecture, la perspective et le dessin. Le professeur d'architecture de l'Académie était alors Hyacinthe de Labat de Savignac. En 1757, il est inscrit sur la Liste des Messieurs les Académiciens de l'Académie Royale de Peinture, Sculpture et Architecture de Toulouse parmi les élèves qui ont remporté un prix et qui ont séance dans l'Académie. En 1758, deux de ses dessins sont exposés au Capitole de Toulouse dans le Salon organisé par l'Académie : Plan et élévation d'une église en croix grecque et Arc de triomphe. Il présente en 1759 deux dessins : Une fontaine publique, Deux têtes au pastel? D'autres dessins sont exposés en 1760. La même année il a donné le dessin du maître-autel fait à tombeau qui a été sculpté par Jean Marc Arcis, fils de Marc Arcis, placé en 1761 dans l'église de Varilhes. Il est listé sur le tableau de l'Académie parmi les « Associés Honoraires Artistes, admis et non reçus » en 1759. En novembre 1762, Juan Pedro Arnal envoie les statuts de l'Académie royale de Toulouse à l'Académie royale des beaux-arts Saint-Ferdinand avec les compliments du directeur, le marquis de Chalvet.
De retour à Madrid, il a poursuivi ses études à l'Académie royale des beaux-arts Saint-Ferdinand. Il a remporté en 1763 le second prix d'architecture de classe. Le 17 septembre 1766, il est désigné, avec Juan de Villanueva, pour dessiner les monuments arabes de Cordoue et de Grenade lors d'une expédition organisée par l'Académie des beaux-arts placée sous la direction de l'architecte José de Hermosilla, académicien honoraire. Le résultat de ce voyage est la collection de dessins qui, avec ceux d'Hermosilla et de Diego Sánchez Sarabia, ont été utilisés dans les gravures illustrant l'édition des Antiquités arabes d'Espagne. Jean-Michel Verdiguier, qui est présent à Cordoue où il édifie le triunfo de San Rafaël, a écrit le 16 avril 1767 qu'il a pris le commandement de cette expédition. Jean-Michel Verdiguier l'avait rencontré à Toulouse en 1761. Ancien directeur de l'Académie de Marseille, il a écrit pour proposer Arnal comme membre de cette académie. Arnal a proposé sa candidature dans une lettre de Cordoue datée du 31 mars 1767.
Il est nommé « académico de merito » de l'Académie des beaux-arts San Fernando le 2 mai 1767. Il en est lieutenant directeur de l'architecture, le 9 septembre 1774, et s'occupe de l'éducation. En 1780, il est envoyé par ordre de Charles III pour examiner les mosaïques trouvées aux thermes de Rielves, près de Tolède. Il a rédigé un rapport publié en 1788. Les mosaïques antiques ont été gravées en 1787-1788 par Bartolomé Vázquez. Son rapport comprenait également les gravures tirées de ses dessins des mosaïques et le plan au sol des fouilles. Il est nommé architecte de l'Imprimerie royale en 1784. En 1786, à la suite de la mort de Ventura Rodríguez, il est directeur de l'architecture à l'Académie des beaux-arts San Fernando et en 1801 il est directeur général de l'Académie des beaux-arts. Il a conservé ce poste jusqu'à peu de temps avant sa mort, le 14 mars 1805. Il a été inhumé dans l'église du Carmen Calzado.

## Œuvres

### Architecte
- La Real Casa de Postas, ainsi que la Casa de Correos de Madrid (1795-1800) en tant qu'architecte de la poste. Le bâtiment a été détruit en 1927.
- Le palais de « Buenavista », face à la place de Cybèle, qui a été altéré par des adjonctions et abrite aujourd'hui le quartier général de l'armée de terre. C'est en 1777 que don José Álvarez de Toledo Osorio y Gonzaga, 11e marquis de Villafranca, 13e duc d'Albe par son mariage avec María Cayetana de Silva, lui a demandé de faire les plans de ce palais pour y exposer les collections de la casa de Alba. Le palais était encore en construction en 1783. Le duc d'Albe est mort en juin 1795. Deux incendies s'y sont déclarés, en septembre 1795 et 1796, qui ont conduit la duchesse d'Albe à l'abandonner. Les héritiers l'ont vendu à la Ville de Madrid le 15 mai 1807. La ville l'a offert à Manuel Godoy. Le palais est confisqué le 19 mars 1808. En 1814, l'Académie des beaux-arts San Fernandino a fait étudier par Antonio López Aguado la possibilité d'y établir un musée ouvert au public. Un « Museo Militar » y a été installé en 1816.
- Il est également intervenu dans la réparation du palais des ducs d'Alba dans la rue del Barquillo à Madrid, où il s'est principalement occupé de la façade sur la rue de Alcalá.

### Décorateur

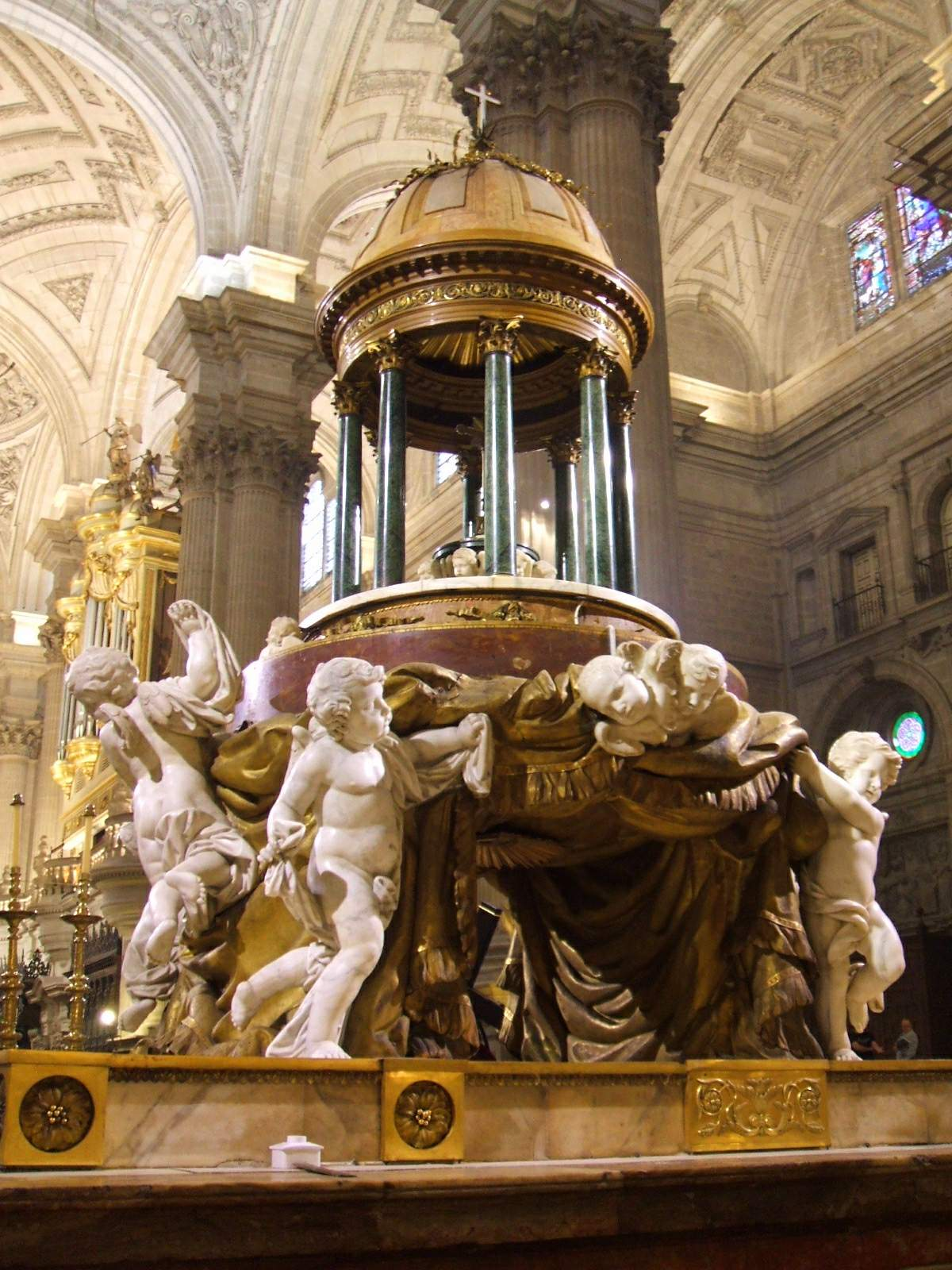
Tabernacle de la cathédrale de Jaén

- Il a eu une activité d'architecte « plus théorique que pratique ». Il a conçu et fait graver des ornements architecturaux, dont la Bibliothèque nationale d'Espagne conserve quelques dessins originaux.
- Son chef-d'œuvre est le tabernacle de marbres et de bronzes sur le maître-autel de la cathédrale de Jaén (1789-1793).
- Il a donné le dessin de l'urne funéraire surmontant le tombeau de don José Silva Hurtado de Mendoza y Salm Salm dans l'église Saint-André de Madrid.
- Il existe également d'autres retables, dont le plus grand est celui de l' église de Santa Bárbara, à Madrid
- À Salamanque, en 1790, il a conçu les retables des collatéraux du Colegio Mayor d'Oviedo ou de Calatrava.

### Illustrateur
Il a fourni, entre autres, le dessin - gravé par Juan de la Cruz Cano - pour le frontispice des volumes 3 et 4 d' El ingenioso hidalgo Don Quichotte de la Mancha, dans la célèbre édition de Joaquín Ibarra, publiée à Madrid en 1780 avec le parrainage de l'Académie royale espagnole, et le portrait de Gonzalo Argote de Molina gravé par Fernando Selma (es) pour El Parnaso Español (es) de Joaquín Ibarra.